# 星际迷航 (电影)
是一部在2009年上映的科幻电影，由J·J·艾布拉姆斯执导，罗伯托·奥利奇与亚历克斯·库兹曼撰写剧本，并由派拉蒙电影公司发行。这部电影是第11部星际旅行系列电影，其主要角色为初代的人物，并由新一代的年轻演员饰演。电影描述了詹姆斯·T·柯克（克里斯·派恩饰）与斯波克（扎克瑞·昆图饰）在联邦星舰进取号上相遇，并协力对抗未来的罗慕伦人尼禄（埃里克·巴纳饰）的情节。这齣时间旅行的故事创造了另一个现实存在，将系列从此前确定的连续性限制中解放出来。
这部电影于2005年开始发展。制片方希望在忠于《星际旅行》正典的前提下，用时间旅行的故事情节改变系列原有的连续性，并对原初系列的设备设计进行现代化。2007年11月至2008年3月，电影在极度保密的情况下进行了拍摄。拍摄中途，派拉蒙决定将公映日期从2008年12月25日推迟至2009年5月，认为这样会吸引更广泛的受众。
《星际迷航》在烂番茄网站上获得了95%的高度评价，它是2009年度（迄至9月14日）全球票房第八高和美国票房第五高的电影，并且在《星际迷航：暗黑无界》（2013年）上映之前是《星际迷航》系列电影中票房最高的一部。
自此，臺灣電影譯名回歸「星際爭霸戰」，香港仍沿用「星空奇遇記」；中國大陆則引進正版電影播映並發行DVD，部分譯名同台灣版本。

## 劇情概要
2387年，一颗极不稳定的超新星威胁了整个银河系。斯波克大使驾驶着携带有“红物质”（red matter）的飞船，试图创造一个人工黑洞来消灭超新星。但是，在斯波克完成任务前，超新星已经吞噬掉了罗慕伦帝国的母星罗穆卢斯星。失去妻儿的罗慕伦采矿船纳拉达号（Narada）舰长尼禄（Nero）将其母星与同族人民的毁灭归罪于斯波克，急于向他复仇；然而，黑洞的事件視界困住了两艘星舰，并把它们送到了过去。
154年前，纳拉达号首先抵达了过去。它的到达在外层空间中事先引发了一场雷暴，联邦星舰开尔文号（Kelvin）奉命调查之。尼禄袭击了开尔文号，对其造成了严重损坏。代理舰长乔治·柯克（George Kirk）下令全舰疏散，并独自留在舰上为逃走的穿梭机提供掩护，他怀孕的妻子也在乘客当中。当乔治驾驶着开尔文号猛烈撞向纳拉达号时，他的儿子詹姆斯·泰比里厄斯·柯克在一艘穿梭机上出生了。25年后，斯波克大使也抵达了，但尼禄当即便将其俘虏，并把他放逐到织女四星（Delta Vega）上，要令其能亲眼目睹瓦肯星的毁灭。
柯克长大后，成为了一名天资聪颖但又鲁莽、玩世不恭的年轻人。而斯波克则在瓦肯星上度过他的幼年，其半人类的血统屡遭族人的歧视，最终其选择放弃进入瓦肯研究院而到星际舰队工作。为了激发柯克的潜能，克里斯托弗·派克上校将其父亲的英勇事迹告诉了柯克，并说服他加入星际舰队。在前往星际舰队学院的途中，柯克与同学伦纳德·麦科伊成为了好友。在学院的第三年，“小林丸号测试”的程序员斯波克中校指控柯克在该测试中作弊。在听证会上，星际舰队收到了来自瓦肯星的求救信号，报告其大气层中出现雷暴现象，学员们被紧急指派到了轨道上的星舰。麦科伊把被星際艦隊學院停止學籍的柯克伪装成他照料的病人，以柯克的主治医生身份将柯克偷带上了联邦星舰进取号。
柯克从瓦肯星发出的求救信号中发现了与开尔文号毁灭时的相似之处，并向派克舰长提出警告说，舰队正被诱入圈套当中。随即，迟到的进取号发现先到的舰队群被全歼了，而纳拉达号正在向瓦肯星的地核钻孔。纳拉达号之后与进取号交火，尼禄发现是进取号后要求派克独自乘坐穿梭机向他投降。派克服从了他的要求，并将斯波克提升为舰长，把柯克提升为大副。在前往纳拉达号的途中，柯克、苏鲁光与轮机长奥尔森（Olson）在轨道上进行了跳伞，以降落在钻探平台上并摧毁之；奥尔森不幸殉職，但柯克与苏鲁成功停住了钻探机。然而，钻探机已经钻到了尼禄所需要的深度，他随即向行星的核心抛入红物质，将整颗星球化为一处黑洞。斯波克救出了行星上的部分长老，其中包括他的父亲沙瑞克，但其母亲阿曼达·格雷森（Amanda Grayson）却与行星上的绝大多数人民一同遇难。尼禄随即航向地球，并向派克逼供出了地球防御系统的指挥码。
在柯克与斯波克为下一步行动激烈争吵后，斯波克以叛变为由将柯克放逐到了织女四星上。斯波克下令星舰航向集合点，与舰队中剩余的星舰会合。在织女四星上，柯克遇到了斯波克大使，他用心灵融合术将未来发生的事告诉了柯克。在经过一番跋涉后，两人到达了星际舰队的哨站，并在那里遇到了蒙哥马利·斯科特。斯波克大使将柯克与斯科特传送到了进取号上，并叮嘱柯克要当上进取号的舰长。在舰上，柯克依照斯波克大使的建議故意激怒斯波克，逼迫他意识到自己的情绪影响到了他的判断力，从而将指挥权转交给了柯克。
沙瑞克和斯波克谈心并解开其母亲逝世的伤痛后，斯波克、斯科特与帕维尔·切科夫想出了一个计划，打算在土星的卫星泰坦星背后退出曲速，从而伏击纳拉达号。随后，柯克与斯波克被传送上了纳拉达号。当柯克救出派克时，斯波克取回了斯波克大使的飞船，毁掉了钻探器并将纳拉达号诱离了地球；然后，斯波克驾驶飞船全力撞向纳拉达号。进取号及时赶到，在撞击前一刻救出了柯克、派克与斯波克。撞击后，被点燃的红物质在纳拉达号的甲板上层制造出了一个黑洞。柯克向尼禄提出了可以援救他们的建议，但被尼禄嚴詞拒绝。随即，纳拉达号被黑洞毁灭了，进取号险些被黑洞引力吸引无法脱离，斯科特提议射出并引爆了所有的曲速反应核，爆炸产生的冲击波将星舰推离了黑洞，成功逃脱。
事件结束后，柯克被提升为进取号的舰长，接替了新任将军派克的职位。斯波克在寻找父亲时，在机棚遇见了年老的自己；斯波克大使正打算出发去协助剩余的瓦肯人建立新的居住地。年轻的斯波克向年老的自己提及他也打算离开星际舰队，去协助瓦肯人重建家园。然而，斯波克大使則向年轻的自己提及柯克需要他们每一人的协助，並建議他应该按照自己的感觉行事。接受了其建议的斯波克留在了星际舰队，并成为了柯克手下的大副，进取号也同時展開了新的探險旅程。

## 角色

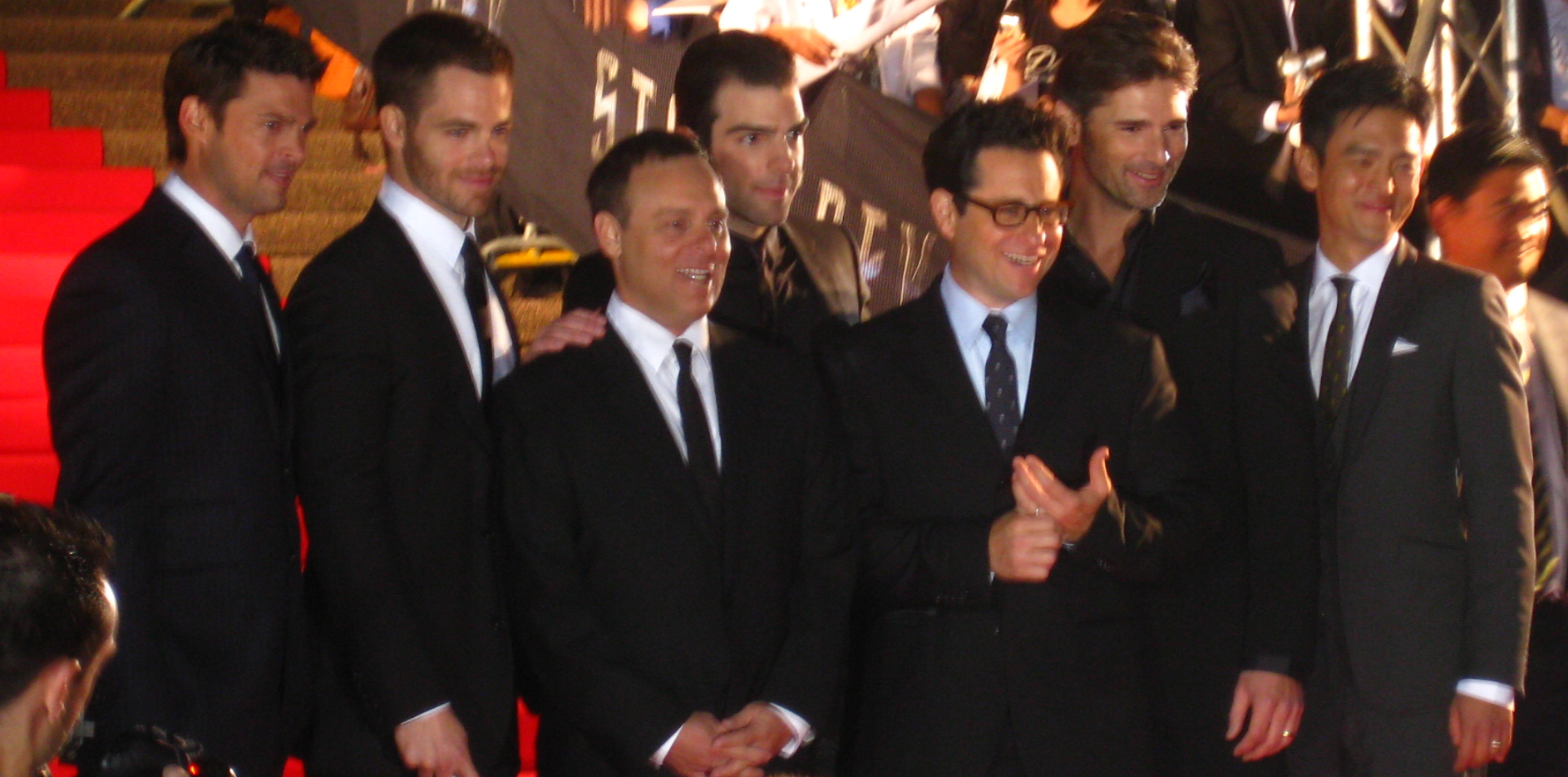
2009年4月7日，卡尔·厄本、克里斯·派恩、执行制片布赖恩·伯克、扎克瑞·昆图、导演J·J·艾布拉姆斯、埃里克·巴纳以及赵约翰出席悉尼歌剧院的首映仪式

- 克里斯·派恩饰詹姆斯·T·柯克。派恩认为他的第一次试演非常糟糕，因为他无法让自己严肃起来，从而无法令人觉得他是一名领袖。[3]艾布拉姆斯并没有观看派恩的第一次试演，当派恩的经纪人与艾布拉姆斯的妻子见面后，导演决定再给派恩一次机会，让他与昆图试演对手戏。昆图支持派恩出演这一角色，因为他们曾在一起工作，并得以相互了解。[13]在得到这一角色后，派恩向威廉·夏特纳寄送了一封信件，夏特纳回信表示赞成他出演柯克。派恩观看了电视剧的经典情节，并阅读了有关《星际旅行》宇宙的百科全书，但却为自己必须复制夏特纳的角色一事感到忧郁。派恩觉得自己必须表现出柯克的“幽默、傲慢与果断”，但却不应表现出夏特纳说话的方式，否则便有模仿的嫌疑。[13]派恩提到，当他观看初代电视剧时，他还被夏特纳表现幽默的方式所打动。[14]此外，派恩还打算在自己的角色中加入汤姆·克鲁斯在《壮志凌云》中与哈里森·福特饰演印第安那·琼斯与韩·索罗时的一些元素。[15]
  - 吉米·贝内特（英语：Jimmy Bennett）饰儿童时期的詹姆斯·柯克。
- 柴克瑞·恩杜饰斯波克。昆图对饰演斯波克很感兴趣，因为他着迷于斯波克半人类、半瓦肯人的二元性，[3]以及“他不懈追求的那些概念，如何在成长中负起责任，如何在成长中表现尊重。我认为这些是我们这个社会、乃至这个世界应该学习的。”[16][17]他提到，在2006年12月接受《匹兹堡新闻邮报》采访时，他了解到了这部新电影，并表达了出演的兴趣：采访的这篇文章后来被广泛地传播，并吸引了艾布拉姆斯的兴趣。[18]在试演时，昆图穿着一件蓝衬衣，并把头发弄平，以让自己更像斯波克。[13]为了演好这一角色，他把自己的手指绑在一起练习瓦肯举手礼，剃掉了自己的眉毛，甚至还蓄发、染发成斯波克的发型。[3]他还继承了斯波克的许多特点，譬如当其静立时，尼莫伊通常会把双手放在身后。[13]昆图认为这些身体上的改变有助于饰演一名外星人，[3]还开玩笑说到：“我感觉自己就像一个书呆子。我觉得我又回到了12岁的时候。看看我过去的照片你就会看见我的瓜皮头（英语：bowl cut）。我天生就是演斯波克的料。因为这个样子，我至少要被嘲笑个四五年。”[19][13]在昆图得到这一角色前，导演还与阿德里安·布罗迪讨论过出演的事宜。[20]
  - 雅各布·科根饰儿童时期的斯波克。
  - 伦纳德·尼莫伊再次出演了他的角色——来自未来的老年斯波克（在电影片尾字幕中写的是第一位斯波克（Spock Prime））。在得到这一角色后，尼莫伊与昆图成为了好友。尽管昆图在拍摄的空档期间观看了部分电视剧，但尼莫伊才是他学习扮演斯波克的主要源泉。[14]艾布拉姆斯与编剧曾前往尼莫伊的家中拜访他；编剧罗伯托·奥利奇回忆说，在他们告诉尼莫伊他将有多么重要前，尼莫伊表现出了一种“‘你们这些人到底是谁，到底想要做什么’的情绪”[21]。尼莫伊表现得十分平静，而他的妻子苏珊·贝告诉创作小组说，在他们的谈话结束后，尼莫伊在椅子上长坐不起，为自己在多次谢绝后再次同意重演这一角色的决定感到不知所措。[22]由于尼莫伊不喜欢原来的剧本，制片方不得不停下制片进度，对剧本重新进行改写。[23]剧本表现出的大尺度以及各角色的背景故事令尼莫伊感到“异常兴奋”，[24][17]他说：“我们已经表现过［斯波克半人类、半瓦肯人的特质］，但从来没有像这出剧本那样在角色的历史、成长、来历以及齐聚为进取号船员的角度上来探讨它。”[25]艾布拉姆斯说：“执导他去饰演斯波克简直太不可思议了，因为我到底在做什么？这个人已经演了四十年的斯波克了。就像是‘我觉得斯波克应该……’”。[26]

- 卡尔·厄本饰伦纳德·麦科伊医生（老骨头）。和派恩一样，厄本觉得饰演这一角色“不在于模仿和复制，而在于忠于并真实表现出当年德福雷斯特·凯利（英语：DeForest Kelley）所表现出的精髓，并要为角色带入一些新的元素”。[27]从7岁开始，厄本便成为了《星际旅行》的爱好者，在同儿子观看了系列的DVD版本后，他开始积极谋求出演这一角色。[28]在同艾布拉姆斯首次见面的两个月后，厄本进行了他的第一次试演。他说，他乐于饰演这名喜剧色彩浓厚的角色，这是他在《牛奶的代价（英语：The Price of Milk）》后再也没有做过的事，因为他疲于饰演动作类的角色了。当被问及麦科伊的坏脾气时，厄本开玩笑说到，这个角色可能“的确有些躁郁”。[29]厄本曾与奥利奇与库兹曼在《齐娜武士公主》中合作过，他在其中饰演丘比特与凯撒（英语：Caesar (Xena)）。[30]

- 佐伊·萨尔达尼亚饰妮欧塔·乌乎拉。艾布拉姆斯喜欢她的表演，并请求她出演这一角色。萨尔达尼亚从未看过原初电视剧，不过她曾在《航站情緣》（2004年）中扮演一名星迷（英语：Trekkie），在艾布拉姆斯对她大加赞誉后，她答应出演这一角色。“对一名演员来说，这就是你所需要你想得到的。让你的同僚们认可并尊重你”，[31]她这样说道。她与尼切尔·尼科尔斯见了面，尼科尔斯向她介绍了乌乎拉的背景资料及其名字的来历。[32]萨尔达尼亚的母亲是一名《星际旅行》爱好者，在电影拍摄期间，她通过语音邮件对该角色发表了意见。[33] 悉尼·泰米娅·布瓦特（英语：Sydney Tamiia Poitier）亦参与了该角色的试演。[34]

- 西蒙·佩格饰蒙哥马利·斯科特（斯科提）。佩格是唯一没有经过试演的演员：艾布拉姆斯只是给他发了封邮件，问他是否有意出演这一角色。为了表现出斯科提的苏格兰口音，佩格在妻子莫琳（Maureen，苏格兰格拉斯哥人）的协助下开始了口音练习；不过，他觉得来自林利斯戈的斯科提应更具有东岸口音，所以，在他后来的表演中，斯科提说着一口混合有两地口音的方言，但倾向于西部口音。[35]同是格拉斯哥人的第一助理导演汤米·戈姆利（Tommy Gormley）也向他提供了帮助。[36]佩格认为，斯科提是一名典型的苏格兰人物，他说道：“在饮酒打架后，苏格兰人［Scots，译注］将是第一个大声嘲笑自己的人。”[37]其中斯科特的昵称“斯科提”（Scotty）正是“Scots”（苏格兰人）的变体。几年前，佩格在《屋事生非（英语：Spaced）》中的角色曾经嘲笑说，每部奇数号的《星际旅行》电影都“拍得烂”（shit）才是人生的真谛。佩格自嘲道：“命运让我出现在这部电影中，来证明我自己是在说屁话。”[38]

- 赵约翰（或譯“周約翰”）饰苏鲁光。艾布拉姆斯顾虑于让一名韩裔美国人出演日裔角色，但乔治·武井劝说道：苏鲁是进取号上所有亚洲人的代表。于是，艾布拉姆斯决定让赵约翰出演这一角色。[39]赵约翰同意出演这名亚裔角色：“有一些动作角色你是决不会得到的，比如去扮演一名牛仔。［出演苏鲁］圆了我的梦——迈入太空吧。”[40]他认为角色的阳刚气质非常重要，并为此进行了两周的搏击训练。[41]在拍摄期间，赵约翰的手腕意外受伤，不过其代理人称其“并无大碍”。[42]詹姆斯·凯森·李也曾有意出演这一角色，但由于当时昆图已经决定出演斯波克，电视剧《英雄》的制片方不希望再让一名演员离开三个月之久。[43]

- 安東·葉爾欽飾演帕夫·切科夫：与其他演员不同，叶尔钦可以选择继承前任演员的哪些表演元素。叶尔钦决定继承沃尔特·凯尼格（英语：Walter Koenig）发音的方式，将“v”发音成“w”；尽管他与艾布拉姆斯都觉得这种发音更常见于波兰人，而不是俄罗斯人。[44]他认为，切科夫是一个古怪的角色，是在“冷战中期”[45]被故意加进电视剧里的俄罗斯人。他回顾说：“在他们与［说了］‘我就是阿波罗’的阿波罗（英语：Who Mourns for Adonais?）谈话时，切科夫就像是‘那我就是全俄罗斯人的沙皇’一般。［……］他们让他说的这些话。我的意思是，他的确是最最古怪的一名角色。”[46]

- 埃里克·巴纳饰尼禄舰长（英语：Nero (Star Trek)），电影中的反派，来自未来的罗慕伦人。巴纳的情节一直拍摄到了摄制工作结束。他“在小时候是一名超级星迷”，[47]但从未看过一部《星际旅行》电影。[48]尽管他“痴迷于原初系列”[49]，但只有是他觉得十分棒（awesome）的剧本，他才会接演其中的角色。[50]巴纳認識艾布拉姆斯，因为他俩碰巧有着同一名经纪人。[51]巴纳即兴发挥了该角色说话的方式。[52]

- 布鲁斯·格林伍德饰克里斯托弗·派克（英语：Christopher Pike (Star Trek)），进取号舰长。[3]
- 本·克罗斯饰沙瑞克（英语：Sarek），斯波克之父。
- 薇諾娜·瑞德饰阿曼达·格雷森（Amanda Grayson），斯波克之母。
- 小克利夫顿·柯林斯饰阿耶尔（Ayel），尼禄的亲信。
- 克里斯·海姆斯沃斯饰老乔治·塞缪尔·柯克（英语：George Samuel Kirk, Sr.），柯克之父，在联邦星舰开尔文号与罗慕伦人战斗时战死。
- 珍妮花·摩利遜饰威诺纳·柯克（Winona Kirk），柯克之母。
- 雷切尔·尼科尔斯饰盖拉（Gaila），一名猎户座星际舰队学员。
- 法兰·塔希尔（英语：Faran Tahir）饰理查德·罗博（英语：Richard Robau），联邦星舰开尔文号舰长。
- 迪普·罗伊（英语：Deep Roy）饰昆塞尔（Keenser），斯科提在织女四星上的外星人助手。
- 格雷格·埃利斯（英语：Greg Ellis (actor)）饰轮机长奥尔森（Olson），在轨道跳伞中遇难的红衣龙套（英语：redshirt (character)）。[53]
- 克里斯·杜汉（Chris Doohan），斯科提前任饰演者詹姆斯·杜汉之子，在传送室的场景中有一出特写镜头。佩格向杜汉发送了一封关于斯科提这个角色的电子邮件，他向杜汉许诺说，他的表演“将向其父亲致以最高的敬意”。[54]克里斯·杜汉此前还在《星际旅行：无限太空》中有过特写镜头。
- 保罗·麦吉莱昂曾试演过斯科提，给制片人留下了足够深刻的印象，因此让他饰演了一名军营士官。[55]
- 格雷格·格伦伯格（英语：Greg Grunberg）为柯克酗酒的继父配音。[55]布拉德·威廉·亨克（英语：Brad William Henke）在一处场景中出演了这一角色，但后来这段情节被剪掉了。[56]《星际旅行：进取号》的演员多米尼克·基廷（英语：Dominic Keating）亦曾试演过这一角色。[57]格伦伯格本来打算出演奥尔森一角，但由于档期冲突而放弃。此外，格伦伯格还有意出演早期剧本中[58]的哈里·马德（英语：Harry Mudd）一角。[59]
- 阿曼达·福尔曼（英语：Amanda Foreman (actress)），饰演进取号舰桥上的星际舰队军官汉尼提（Hannity）。
- 斯潘塞·丹尼尔斯饰约翰尼（Johnny），柯克儿童时期的一位朋友。在最初的设定中，丹尼尔斯饰演的是柯克的哥哥“山姆”——小乔治·塞缪尔·柯克（George Samuel "Sam" Kirk, Jr.）。然而，丹尼尔斯的场景后来大都被剪掉了；相应的，柯克的台词也被重新配音。[60]

泰勒·佩里饰星际舰队学院领导者理查德·巴尼特上将（Admiral Richard Barnett）。詹姆斯·考利饰星际舰队的一名军官。帕维尔·林奇尼考夫与露西娅·瑞科尔饰罗慕伦人；其中，林奇尼考夫饰演一名中校，瑞科尔饰演通讯官。曾在《星际旅行VI：未来之城》中饰演克林贡人的威廉·摩根·谢泼德，在此部电影中饰演瓦肯科学委员会（Vulcan Science Council）的领导者。《星际旅行》爱好者、卡内基梅隆大学教授兰迪·保施（于2008年7月25日逝世）在片中饰演开尔文号的一名船员，并有一段对白。《星际旅行》创始人吉恩·罗登伯里的遗孀玛婕尔·巴雷特再度为进取号的计算机配音；2008年12月18日，亦即完成配音工作的两个星期后，玛婕尔逝世。为了表达对玛婕尔与吉恩·罗登伯里夫妇的尊敬，这部电影向他们进行了题献。
奥利奇与库兹曼为威廉·夏特纳撰写了一段情节，其中，老斯波克将从前时间线中柯克录制的信息转交给了年轻的自己。“大概就是生日上的愿望，了解到斯波克将要前往罗穆卢斯星，而柯克当时可能已经死了。”而“前人所未至的领域”原本也是打算让夏特纳朗诵的。然而，夏特纳希望分享尼莫伊的主角戏份，而不希望只去露个面。由于他的角色已在《星际旅行VII：日换星移》中死去，他因而建议电影将柯克复活的小说正典化。然而，艾布拉姆斯决定不让他与尼莫伊一同出现，否则就会让这部电影成为柯克复活的电影，而非引入新版角色的电影。尼莫伊并不喜欢《日换星移》中让该角色死亡的设定，但觉得令柯克复活亦会不利于这部电影。
尼切尔·尼科尔斯希望扮演乌乎拉的祖母，但由于编剧协会大罢工的影响，艾布拉姆斯无法将她的情节写入剧本当中。艾布拉姆斯还有意让凯莉·罗素出演，但他们都觉得他想要她演的角色与她曾演过的其他角色太相像了。

## 制作

### 发展
以下是吉恩［·罗登伯里］在1991年8月逝世前在一次采访中说的内容：有人曾经问过他：‘《星际旅行》在未来将如何发展？’他回答说他希望有朝一日，有一群聪明的年轻人能够在一起再做一次，并比他做得更大更好。他祝福他们。
——理查德·阿诺德，罗登伯里的助手
在1968年的世界科幻大会上，《星际旅行》的创始人吉恩·罗登伯里宣布说，他将制作一出电视剧的电影前传。1980年代，拉尔夫·温特与哈维·贝内特在发展第四部与第六部电影时，曾两度重新提出前传的概念。再往后，戴维·拉菲里曾写出了名为《学院年代》（The Academy Years）的剧本，但由于原有演员与爱好者的强烈反对而告罢。2005年2月，随着第十部电影《星际旅行X：复仇女神》（2002年）的失败以及电视剧《星际旅行：进取号》的停播，星旅系列的执行制片人赖克·伯曼与剧作家埃里克·廷德森开始发展一部新的电影《星际旅行》（Star Trek）。他们打算在电影中启用全新设定的角色，并让柯克的祖先泰比里厄斯·蔡斯（Tiberius Chase）主演。电影将发生在《进取号》之后，初代之前，大概处于地球-罗慕伦战争期间。
2005年，派拉蒙电影公司的拥有者維亞康姆从CBS公司中分离了出来，它保留了派拉蒙的电视广播财产，其中包括“Star Trek”商标的所有权。时任派拉蒙公司总裁的盖尔·伯曼说服了CBS的首席执行官莱斯利·穆维斯，并得到了他的许可：在CBS收回权利以开发新一部电视剧前，他们将有18个月时间来发展一部新的《星际旅行》电影（作为回报，CBS将保留商品化权）。伯曼向《谍中谍3》的编剧罗伯托·奥利奇与亚历克斯·库兹曼征求了对新电影的意见；在《谍中谍3》拍摄完毕后，伯曼邀请其导演J·J·艾布拉姆斯来制作新电影。艾布拉姆斯、奥利奇和库兹曼以及制片人戴蒙·林德洛夫和布赖恩·伯克都觉得，这一系列在此前的电视剧和电影中都已探索得足够多了；他们还觉得部分《星际旅行》小说具有成为正典的价值，尽管吉恩·罗登伯里从未考虑过将这些小说提升为正典。在创作小组中，奥利奇和林德洛夫自视为星迷，库兹曼是一名普通的爱好者，而伯克则不是。艾布拉姆斯的坏机器人制片公司与派拉蒙共同制作了这部电影，这是第一次由另一家公司为《星际旅行》电影的制作提供资金支持。小比尔·托德曼的一级娱乐公司亦曾是电影的合作制片方，但在2008年其融资伙伴的位置被望远镜娱乐公司取代。
艾布拉姆斯没有看过《星际旅行X：复仇女神》，因为他认为这一系列和他“毫无关联”（disconnected），对他而言，《星际旅行》是关于柯克与斯波克的故事，其他的系列只是“使用了《星际旅行》之名但并无联系的太空探险”。艾布拉姆斯在小时候还很喜欢《星球大战》。他提到，他对《星际旅行》的常识使他得以制作出一部能将该系列介绍给新观众的电影；而且，作为一名乐观的人，他觉得《星际旅行》的乐观色彩将与《蝙蝠侠：黑暗骑士》一类电影形成鲜明的对比。他还说到，他喜欢《星际旅行》以探索为主的主题，也喜欢最高指导原则禁止星际舰队干涉原始世界发展的理念。然而，艾布拉姆斯认为原初系列的预算限制让他们“没有足够的资源去真正表现探险的主题”。他提到，他当初加入这一计划的原因，是因为他想要帮助奥利奇、库兹曼和林德洛夫。
2007年2月23日，艾布拉姆斯接受了派拉蒙执导此部电影的邀请，但依然只挂有制片人的头衔。在读过剧本后，他描述说：“我将对那些插手并执导这部电影的人嫉妒万分。”奥利奇与库兹曼认为，他们故事的目标是给艾布拉姆斯一样的普通爱好者留下印象。即使在拍摄过程中，艾布拉姆斯依然紧张于“所有的这些纹脸和尖耳朵，稀奇古怪的武器和罗慕伦的语言，以及关于‘中立区’和‘星际舰队’的对话［。但］我知道这会成功，因为亚历克斯［·库兹曼］和鲍勃［·奥利奇］的剧本是如此富于感情且如此值得一述。刚开始这段旅程时我并不喜欢柯克和斯波克——但我现在深爱着他们。”

### 编剧
奥利奇认为，创作一出全新的外传将是无礼的，而让伦纳德·尼莫伊加入影片则是非常重要的：“和他一起围坐在营火旁时，他会不停地和你分享他的记忆”。时间旅行的情节在最初便被打算纳入电影当中。库兹曼加入的时间旅行情节创造了危机感，而不像其他前传那样让观众们已经“知道他们是怎么死的”。编剧们认为，尽管时间旅行的情节在以往的《星际旅行》中已经被用滥了，但它却能巧妙地达成让原始角色进行新一轮探险的目的，同时还能完全避免其他电影的影响。艾布拉姆斯选择了罗慕伦人作为电影的反派角色，因为他们在该系列节目中的出场时间要少于克林贡人，而且让柯克在电视剧以前便遇上罗慕伦人将“十分有趣”（fun）。奥利奇与库兹曼提到，既然克林贡人在后来的《星际旅行》系列中已被塑造成了英雄，再将他们魔鬼化则是退步的行为；然而，罗慕伦人的出现却能延续斯波克的故事：按照年代顺序，斯波克最后一次出现在《星际旅行：下一代》的统一一集中，设定年份为2368年。在原始连续性的恐怖平衡一集中，柯克成为了第一名看见罗慕伦人的人类；而这一集亦影响了此部电影。奥利奇说，如果不施加一些巧妙手法的话，将很难给时间旅行提供一个充足的理由；譬如让尼禄蓄意追杀柯克的理由。
奥利奇提到，尽管在这出时间旅行的故事中，他们可以修改部分背景故事的元素，譬如柯克与罗慕伦人的第一次相遇；然而，他们并不能借此改掉所有的设定，他们试图让这部电影表现得更像前传。在初代的执著一集中，柯克曾在法拉格特号上服役；这一重要设定因被认为与柯克和斯波克相遇的故事无关而省略掉了。此外，电影原本还安排有柯克与童年时期的卡罗尔·马库斯相遇的情节，后者在《星际旅行II：可汗怒吼》中曾以柯克之子的母亲身份出现；然而由于电影需要用更多的时间来介绍核心角色，该段场景最后被移到第12集。要解释清楚船员们为何能再度齐聚并不容易，奥利奇和库兹曼原本打算通过老斯波克来解释时间线会自行修复的原理，并希望借此加强电影关于命运的主题；然而，由于有关的场景难以撰写，这一设想最终被放弃了。
电影的制片人们在《最高指导原则》《斯波克的世界》以及《完美命运》（Best Destiny）等小说中获得了灵感，填补了正典中尚未解释的空白；《完美命运》详细地探究柯克的童年生活，并提及了其父母的名字。小说中关于进取号建造于地球的设定亦被收纳入电影当中，许多爱好者曾根据该设定创作了多幅进取号在船坞中建造的画作。奥利奇将这些爱好者的画作寄送给了艾布拉姆斯，以向其说明这部电影所能达到的真实程度。奥利奇解释说：由于船舰将使用人造重力并需维持曲速飞行，在被模拟的重力井原址校准船舰上的设备乃是最佳的做法；因此，船舰的部分结构将在地球上建造。因为正典中对该舰是否建造于旧金山含糊其辞，他们决定在艾奥瓦州建造这艘星舰；但也解释说，星舰的建造地点没有重复原始时间线中的设定，而这正是时间旅行的结果。艾布拉姆斯还提到，初代节目中的连续性有时也会不一致。
奥利奇和库兹曼说，他们去掉了“星际科技泡泡”，让电影的内容更加丰富有趣，并将电影命名为简洁的“Star Trek”（从而让新观众意识到，他们不需要去预习其他任何一部电影），这一切都是为了让普通观众与爱好者们同样喜欢这部电影。艾布拉姆斯认为，幽默和性是这部电影中必不可少的成分，从而应该保留下来。奥利奇认为，在电影中做到真实与做到严肃是两码事。艾布拉姆斯、伯克、林德洛夫与库兹曼都是《可汗怒吼》的爱好者，他们同时还提到说，《下一代》的昨日的进取号一集也对本部电影有所影响。艾布拉姆斯的妻子凯蒂（Katie）经常为剧本提供建议，而奥利奇、库兹曼与林德洛夫的妻子们亦为强化片中的女性角色提供了很多意见。凯蒂·艾布拉姆斯对电影中的强势女性角色表示认可，因而劝说其丈夫签约导演。
为了寻求灵感，奥利奇和库兹曼还阅读了一些关于该系列的研究院论文；他们提到了关于柯克、斯波克与麦科伊和莎士比亚式典型人物的比较，还提到柯克与斯波克的友情类似于约翰·列侬和保罗·麦卡特尼的友情。他们还说，在电影的创作过程中，他们受到了《星球大战》的影响，特别是节奏方面的影响。奥利奇说：“我要感受太空，我要感受速度，我要感受一切，但如果《星际迷航》变得十分庄重的话，我的这些感觉就会有一些失落”。他们在撰写动作场景时融入了《星球大战》的元素，伯克提到，柯克与斯波克最初的冷漠关系正是“当他们刚开始旅程时，韩·索罗不与任何人为友”的映照。在片中，斯波克与乌乎拉建立了真正的关系，这默认了早期电视剧中乌乎拉对斯波克的兴趣。奥利奇希望引入一名强势的星际舰队舰长，他也同意采访者的意见，认为其他电影中用来陪衬柯克的舰长大部分都是“懦夫”（patsies）。
柯克父亲服役的联邦星舰开尔文号（USS Kelvin），其名称来自艾布拉姆斯祖父的名字以及开尔文男爵发明的开尔文温标。开尔文号的舰长理查德·罗博（法兰·塔希尔）的名字来源于奥利奇的古巴叔叔；奥利奇解释说，该虚构角色出生于古巴并成长于中东地区。艾布拉姆斯此前作品中的“Slusho”亦出现在了本部电影中：乌乎拉在见到柯克的酒吧就点了一杯“Slusho”饮料。艾布拉姆斯在其电视剧《双面女间谍》中创造了这种虚构的饮料，在电影《苜蓿地》的病毒营销中亦有出现。“Slusho”的拥有者“Tagruato”同样出自《苜蓿地》，并出现在旧金山的一座建筑上。电影中的红物质是一种红色的球体，亦是艾布拉姆斯拍片的一大特色，可以追溯到《双面女间谍》的试播集。

### 设计
瑞安·丘奇、《苜蓿地》怪兽的创造者内维尔·佩奇（Neville Page），以及《星际旅行》的老手约翰·伊夫斯是此部电影的主要设计人。艾布拉姆斯提到，由于许多现代科技都是受初代电视剧启发而发明，要再去描绘初代电视剧中的未来将会非常困难，甚而可能会让它显得十分过时。因此，电影的设计不仅要与电视剧相一致，还要让人感到它比电视剧之后真实世界的新发明更为先进。“我们已经有了比通讯器更为强大的iPhone”，艾布拉姆斯说到，“我觉得有些过时的东西是你无法真正坚持的。如果你反倒觉得这些东西是真实的话，它们更应该被摒弃。”道具师罗素·博比特（Russell Bobbitt）与诺基亚进行了合作，对原来的通讯器进行了改造，并制作出了一只价值五万美元的原型。电影中另一个被改造的道具是三录仪。博比特把原来的道具带到了现场，但演员们都觉得它太过庞大，在拍摄动作场景时很难携带；因此，技术顾问道格·布罗迪（Doug Brody）重新设计了体积缩小版的三录仪。至于相位枪，新的设计给它加上了弹簧触发的圆筒，旋转圆筒待其发出红光后，可以从“击晕档”调成“击毙档”。此外，拍片场地上还用到了一辆阿帕特拉1型（Aptera Typ-1）原型车。

重新设计后的进取号舰桥

总美工师斯科特·钱布利斯（Scott Chambliss）保留了原有舰桥的设计，但为了反映出《星际旅行》的乐观主义，他根据审美感调亮了舰桥的配色。舰桥上的大屏幕被做成了一面可以投射影像的窗口，这样可以让太空环境更为明显。艾布拉姆斯将重新设计的舰桥比喻成皮尔·卡丹的流线型现代主义作品和1960年代的《2001太空漫游》中的布景。他还开玩笑说，重新设计的舰桥让Apple Store“逊掉”（uncool）了。根据导演的要求，舰桥上增加了更多的扶手，令其看上去更加安全；而由于扶手是被安装在平衡环上的，所以在舰船加速或遭到攻击时它的摇摆运动将更为真实。为了进一步表现出星舰的庞大，艾布拉姆斯决定用引擎室来表现它的高度工业化：他向西蒙·佩格解释说，他的灵感源于电影《泰坦尼克号》，他认为那艘流线型的航船有着“不可思议的内置”。
艾布拉姆斯让迈克尔·卡普兰来为此部电影设计服装。卡普兰从未看过任何一部《星际旅行》电影，因此他可以从新的角度出发来设计服装。在设计星际舰队制服时，卡普兰遵循了系列原有的配色方案，采用了深灰色（几近黑色）的内衣与下装，并用外套的颜色来表明船员的身份（指挥官为金色，科学官与医官为蓝色，运作员（技术员／轮机员）和安全人员为红色）。卡普兰希望新制服要比原来的更为精细，并决定在制服上印制星际舰队的标志。柯克身着内衣但没有穿着外套，这是因为他当时还是学员。在设计开尔文号的制服时，为了与初创于1960年代的进取号时代制服形成对比，卡普兰模仿了1940年代到1950年代的科幻电影。对艾布拉姆斯而言，“服装就是整个项目的微观部分，关系到如何处理好这些略显乏味的东西，并让它看上去有真实感。但如何才能让这些近三原色的服装变得真实起来？”
林德洛夫将电影中的罗慕伦派系比作是光头、刺青脸且服装混乱的海盗。罗慕伦人的星舰纳拉达号追求纯粹的实用性，船体的结构设计清晰可见，这与其“工程船”（working ship）的身份相符；与之对比的是进取号及其船员，后者代表了星际联邦的利益，有着体面的形象。在设计纳拉达号时，钱布利斯深受安东尼·高第建筑风格的影响；后者喜欢表现建筑的内部结构，这样的建筑物会带有一种里外颠倒感：钱布利斯让星舰内裸露的线缆看上去像是骨骼或韧带，在舰内制造了一种不祥的气氛。星舰的内部共由六部分构成，改变这些部分的布置便可创造出不同的房间来。饰演罗慕伦人的演员通常会在化妆上花掉二到四个小时的时间：演员的耳朵和前额将被施行三项修补术，而巴纳还需进行第四项修补术，以增加从耳部延伸至脑后的咬痕。在此部电影中，罗慕伦人的前额上没有“V”字型的骨脊，而这是自初代电视剧以来罗慕伦人的特征之一。内维尔·佩奇希望让尼禄的手下在自己前额上仪式性地划出疤痕，通过形成瘢痕瘤来纪念失去的“V”字型骨脊。然而，由于此想法没有得到进一步的发展，它最终被放弃了。卡普兰希望将罗慕伦人的衣物表现得陈旧而粗糙，与他们的矿工身份相符；他在跳蚤市场找到了一些看上去像是带有油污的衣物。卡普兰找到了制作这些衣物的裁缝们，并委任这些居住在巴厘岛的裁缝们按照他的设计制作了衣物。
巴尼·伯曼（Barney Burman）负责监制其他外星人的化妆：他的团队必须赶工制作出众多外星人的形象。制片方本来打算在摄制工作快结束时，拍摄一处展示大部分外星人的场景，但艾布拉姆斯觉得这一场景太类似于《星球大战》的一处酒吧场景，因此决定把这些外星人分别安排到电影的不同场景中去。在电影引入斯科提时，背景画面中曾出现过一只犸梵。数字和物理化妆两种手段都运用到了外星人的化妆上。

### 摄制
电影的摄制工作开始于2007年11月7日，完成于2008年3月27日；不过，第二摄制组在4月上旬还于加利福尼亚州的贝克斯菲尔德进行了拍摄，在电影中被展现为柯克的故乡艾奥瓦州。此外，电影还在以下这些地点进行过拍摄：加利福尼亚州长滩市的市政厅、犹他州的圣拉斐尔丘、以及加利福尼亚州立大学北岭分校（用于摄制星际舰队学院学员们的定场镜头）。道奇体育场外的一处停车场被用于拍摄织女四星的冰川世界以及罗慕伦人在瓦肯星上的钻探平台。摄制组本来打算在冰岛拍摄织女四星的场景，但后来决定不这么做：钱布利斯认为，在加州南部拍摄冰天雪地的场景是一大挑战，而他也十分乐意接受这一挑战。罗慕伦人的钻探平台高达16英尺。瓦肯星的其他外景是在华斯克巨岩公园拍摄的，从初代电视剧起，有好几集《星际旅行》电视剧都曾在此处取景拍摄。进取号的轮机室是在洛杉矶范奈兹的百威啤酒厂房拍摄的，而开尔文号的轮机室则是长滩的一处发电站。

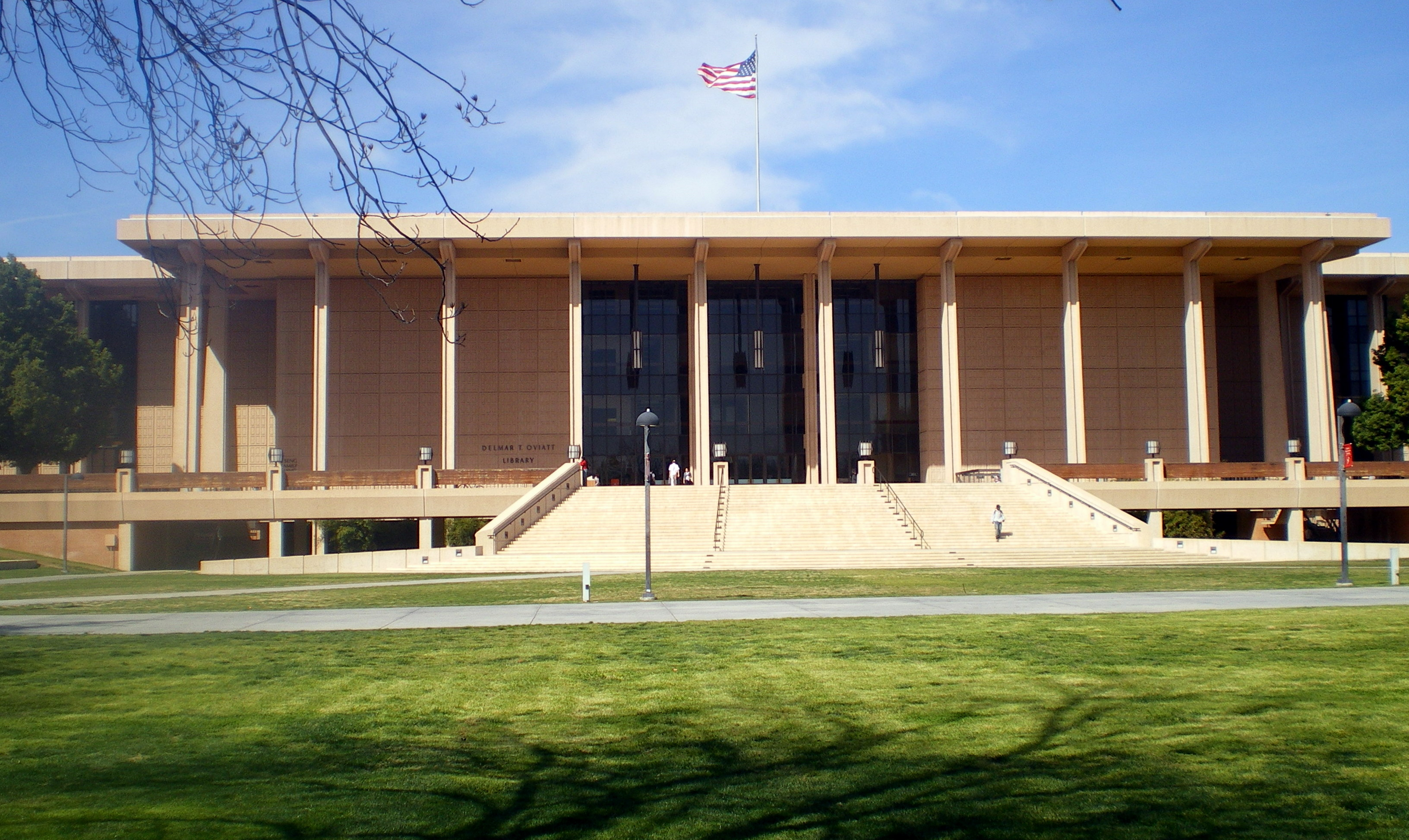
星际舰队学院的部分场景是在加利福尼亚州立大学北岭分校的奥维亚特图书馆拍摄的

2007年11月5日，随着2007年－2008年美国编剧协会大罢工的开始，身为编剧协会成员的艾布拉姆斯告诉《剧艺报》（Variety）周刊说，他不会为此部电影提供编剧服务，并且打算参与示威游行，但他不希望这场罢工影响到他执导的这部电影。在罢工及制片开始的几周前，艾布拉姆斯与林德洛夫完成了最终剧本的润饰。由于大罢工的影响，艾布拉姆斯修改台词的打算落空了，而在正常情况下，他们本可在预演期间即兴想出一些新点子来；为此，林德洛夫确认说，他们将在后期制作的配音阶段修改部分台词。由于奥利奇与库兹曼是电影的执行制片人，因此他们可以在罢工期间继续留在片场而不必背上工贼的骂名；但他们只能“在演员对台词有疑问时做出些有趣的表情，并在演员提出更好的台词后点点头”。艾布拉姆斯将斯波克与六名罗慕伦人战斗的情景从肉搏战改成了枪战，因为他觉得电影中有太多身体接触的战斗了。
在摄制过程中，制片团队对片场实施了极为严密的安全保卫。卡尔·厄本回忆说：“［他们规定了］我们必须遵守的安全保密级别。我的意思是，这真是有些偏执的疯狂，尽管还是有一定的合理之处。我们不能穿着戏服出现在公共场所；而不管在哪里，我们都得躲到密不透风的高尔夫球车里，车上盖着的全是黑色的帆布。电影的安保做得非常优秀，你甚至会觉得得到自由都是一件难事。”珍妮弗·莫里森等演员甚至只能看到有他们出演场景的剧本。电影的拍摄剧本受到了极为严密的保护，连主要演员要阅读它都会受到限制。西蒙·佩格说：“我读［剧本］的时候旁边还站了一位保安——保密到了这种程度。”在拍摄期间，制片方故意使用了《集团总部》（Corporate Headquarters）这一虚假的暂定名称。少数外界人士被允许探访片场，其中包括罗德·罗登伯里、罗纳德·D·穆尔、乔纳森·弗兰克斯、沃尔特·凯尼格、尼切尔·尼科尔斯、本·斯蒂勒、汤姆·克鲁斯和斯蒂芬·斯皮尔伯格（斯皮尔伯格是说服艾布拉姆斯执导此片的人之一，因为他喜欢这部电影的剧本；在访问期间，他还为影片的动作情景提供了意见）。
在讨论了是否使用高清数码摄影机拍摄电影后，艾布拉姆斯决定采用35毫米胶片的变形格式进行拍摄。摄影师丹·明德尔和艾布拉姆斯都认为这一选择会让电影具有大银幕感，并让它看上去真实自然，这符合他们的设想。艾布拉姆斯和明德尔利用镜头光晕效果来营造了乐观的气氛，并给人以影片中的情节是在摄影机外发生的感觉，从而令《星际旅行》的宇宙更加真实。“有一些电影会用到那样的光晕，特别是那些可能会极度枯燥、可能会用到计算机特效或者被过度控制的电影。使用光晕的效果极度不可预料［，但使用好后将是］眩目艳丽的。”明德尔使用了多种方法来创造了更多的光晕效果，其中包括：使用闪光灯；将镜子对准摄影机的镜头；或者同时使用两台摄影机分别在两种不同的布光下摄影。
摄制结束后，艾布拉姆斯送给每名演员一个小盒子，盒里装着一台小望远镜；使用这台望远镜眺望星空时，观察者可以从镜内读出所观星座的名称。“我觉得他希望我们换种方式去仰望星空”，赵约翰说道。在拍片结束后，艾布拉姆斯剪掉了柯克与斯波克幼年时的部分场景，其中包括后者还是婴孩时的场景；同时，尼禄被克林贡人囚禁并最终逃脱的次要剧情也被剪掉了：这段剧情可以解释尼禄在柯克的成长期间没有出现的原因，这一点给许多观众造成了困惑。还有一段情节解释了少年柯克偷开其继父的古董车的原因：柯克的继父打算将该车拍卖，在拍卖之前他强迫柯克为他洗车；此外，柯克勾搭上的猎户座（Orion）绿皮美女工作于学院的操作部门。她后来同意帮柯克运行其电子邮件中的“补丁”程序，协助他在小林丸号测试中取得胜利。

### 特效
制片方从众多公司中遴选了工业光魔和数字领域两家特效公司来制作影片的1,005处特效镜头。罗杰·盖耶特（Roger Guyett）和罗素·厄尔（Russell Earl）担任了此片的视觉特效总监；盖耶特曾与艾布拉姆斯在《谍中谍3》中合作过，他还担任了此片第二摄制组的导演。艾布拉姆斯极力避免在纯粹的蓝绿幕下拍摄，他觉得那样“会让我发疯”。在他手中，幕布转而成为了给片场或外景拓广尺度的工具。此外，织女四星的系列镜头需要在真实的雪花中混入数码雪花。
《星际迷航》是工业光魔首部完全使用数字化舰船制作特效的电影。根据艾布拉姆斯的设想，电影中进取号的设计吸收了电视剧模型和首部电影改造版本的特点。艾布拉姆斯很喜欢《星际旅行：无限太空》改造进取号模型的相关回忆录，因为他觉得那是进取号第一次变得真实可触。他们保留了《无限太空》中的虹彩风格，以表现出星舰的纵深；此外，模型师罗杰·古德森还引入了《下一代》中的“阿兹特克”（Aztec）式的风格。古德森回忆道，艾布拉姆斯还希望为这艘船加入“改装车”（Hot rod）式的美感。由于其儿童时期对原进取号模型有所失望，特效总监罗杰·盖耶特打算让进取号拥有更多的可移动部件：新进取号的碟形偏导仪可以展开或转动，而两个曲速引擎舱则会在星舰进入曲速时略微展开。最初由瑞安·丘奇设计的进取号沿袭了原版的特点，长达1,200英尺（370）；但在后来，为了将进取号表现得更为宏伟，其尺寸被放大了两倍，达到了2,357英尺（718）长。然而，罗慕伦星舰纳拉达号则长达5英里（8.0），其宽度亦有几英里。为了和电影实际拍摄的镜头一致，制片人在飞船上模拟了镜头光晕的效果。
美国航天局的行星科学家卡罗琳·波尔科出任了行星科学与绘制方面的顾问。动画师们真实地重现了太空中爆炸的景象：首先会有短暂的冲击波，但随即便被吸回爆炸点，并留下漂浮着的飞船残骸。在行星被黑洞内吸的镜头中，动画师使用了同样的程序来模拟行星解体的过程，并手工合成了岩石与气流被吸入行星的多层动画。与其他《星际旅行》电影和电视剧不同，传送器的光波是旋转的，而不是斑纹状的。艾布拉姆斯构思了这一新的设计，希望借此强调传送器的概念：传送器产生的是可以获取并移动人体的光波，而不是给众多混乱原子带来秩序的信号。
洛拉视觉特效公司（Lola Visual Effects）制作了48处特效镜头，其中包括埃里克·巴纳和伦纳德·尼莫伊的一些动画镜头。巴纳的镜头需要换上一口烂牙，而在某些镜头中，他的一张嘴都被换掉了。由于重新配音的缘故，尼莫伊与柯克首次见面场景中的嘴部动作也需要修改。制片人于是只得重拍了尼莫伊配音时的嘴部动作，并将之逐帧合成到胶片中去，并试图修正光影的问题；然而，由于无法处理营火的不规则闪烁，他们最后只好数码重制了尼莫伊的嘴唇。

## 音频

### 音乐
艾布拉姆斯最密切的合作者迈克尔·贾基诺为《星际迷航》谱写了音乐。他在片尾配乐中保留了亚历山大·卡里奇创作的星际旅行主题曲；艾布拉姆斯觉得，这首乐曲是进取号船员们齐聚于斯的象征。贾基诺承认，在为电影配乐时，他感到了一定的个人压力：“我是听着那些伟大的［星旅］音乐长大的，这些音乐是促使我从事这个工作的动力之一［……］你会觉得一些恐惧，你只希望自己能做到最好。这是这部电影将告诉我该怎么做的事情之一。”乐曲的录制是在索尼配乐舞台进行的，共有107件管弦乐器以及40人的合唱团参与了录制。其中，瓦肯主题曲中出现了韩华奇演奏的二胡乐曲，而该曲的变调版则被用于罗慕伦主题曲。曾负责发行贾基诺早前为《双面女间谍》、《迷失》、《谍中谍3》和《极速赛车手》配乐专辑的瓦雷兹·萨拉班德唱片公司，于5月5日发行了此部电影的原声碟。

### 音效
电影的音效是由《星球大战》老手本·伯特设计的。在电视剧中，相位枪射击的声效出自《外星人大战地球》（1953年）。然而，艾布拉姆斯觉得相位枪的开火应该更类似于子弹的发射，而不是像此前《星际旅行》电影那样发射稳定的能量波束；因此，伯特设计出的相位枪声效更近似于他为《星球大战》设计的射击音效。伯特重新设计了经典的光子鱼雷和曲速引擎的声效：他用接触式传声器录下了长弹簧震动的声音，并将其与加农炮开火的声音合成。此外，他还用一台1960年代的振荡器制作了“音乐般”（musical）“富于感情”（emotional）的曲速引擎与传送器声效。

## 发行
2008年2月，派拉蒙宣布他们将把《星际迷航》的公映日从2008年12月25日推迟至2009年5月8日。制片商觉得在夏季发行将比冬季吸引更多的观众。而实际上，电影的制片工作也直到2008年底才完成。在派拉蒙高层访问了片场并观看了样片后，他们意识到这部电影有着吸引更广泛受众的潜力，因此他们改变了原来的决定。尽管制片人们希望将圣诞节定为公映日，但戴蒙·林德洛夫也承认说，公映延期将让他们有更充足的时间来完善电影的视觉特效。2008年底制片完成后，离电影的正式发行还有几个月的时间。在此期间，为了写作出电影的小说，艾伦·迪安·福斯特被允许观看了整部电影；不过，他的小说中包含有在最终剪辑里被去掉的情节。此外，电影的有声读物是昆图讲述的。

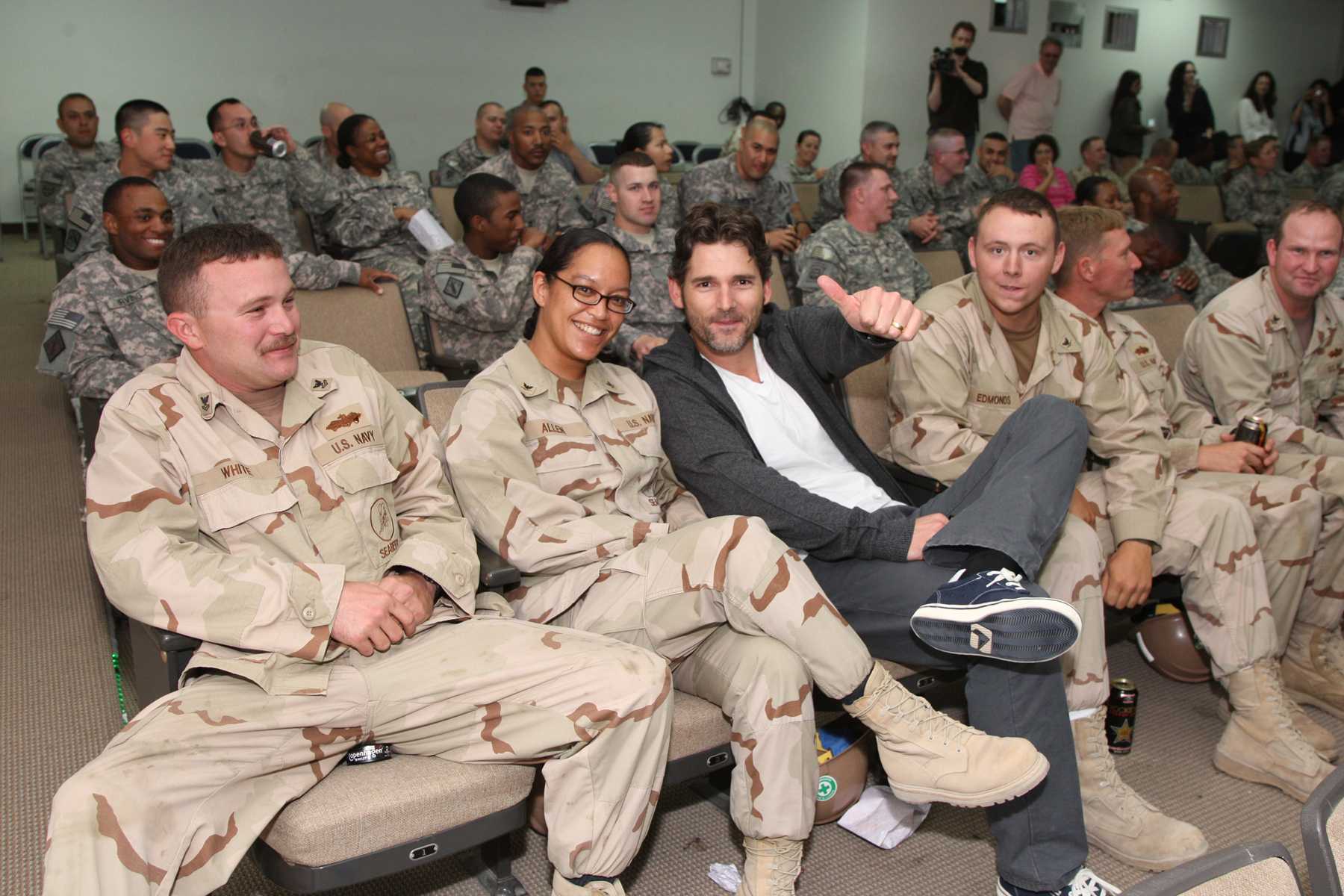
2009年4月11日，埃里克·巴纳在科威特的阿里夫贾恩营与美国陆军、海军、空军以及海军陆战队士兵一同观看《星际迷航》。

2009年4月6日，在得克萨斯州奥斯汀市的阿拉莫库房剧场，由编剧罗伯托·奥利奇、亚历克斯·库兹曼以及监制戴蒙·林德洛夫主持，片方举行了一场意外惊喜式的公映。当时宣传的是将要上映《星际旅行II：可汗怒吼》，并会放映新《星际迷航》电影的十分钟预览片段。在《可汗》放映不久后，银幕上的画面便开始逐渐淡出，伦纳德·尼莫伊与奥利奇、库兹曼和林德洛夫随之出现在舞台上，并向观众问道：“你们是不是更想看新的那部电影？”在得克萨斯州的意外惊喜后，电影于2009年4月7日在悉尼歌剧院举行了全球首映式。近两年来，加拿大艾伯塔省的瓦肯镇一直在努力成为电影的首映地，但由于当地并无剧院，派拉蒙遂在当地安排了一场抽奖活动，其中300名中奖的居民将能前往卡尔加里市观看预映场。此外，由于美国宇航员迈克尔·R·巴勒特在登上国际太空站前也表示想要观看该片，派拉蒙因而向NASA提供了一份拷贝，后者于2009年5月14日将电影上传到了国际太空站。

### 营销
2008年1月18日，此电影的首部预告片随着《苜蓿地》的上映而问世，其中展示了进取号建造的场面。艾布拉姆斯执导了该预告片的第一部分：在画面中，一名焊工摘掉了他的护目镜。片方招募了不少的专业焊工来拍摄这部预告片。预告片中播放了一些1960年代的人声，用以表现出电影和现实世界的联系；其中包括约翰·肯尼迪的演说：他被选中的原因是他与詹姆斯·T·柯克的相似性，同时他亦被认为是太空竞赛的“开球者”（kicked off）。奥利奇解释说：“如果联邦的确存在，我觉得肯尼迪的话肯定会被铭写在某处。”在第十届金预告奖（Golden Trailer Awards）上，《星际迷航》最新一集预告片共赢取了四个奖项，其中包括最佳表演奖。
在推广此部电影时，派拉蒙面临着两大障碍：首先是“MySpace一代”并不熟悉星旅系列，其次这一系列的电影在国际上的影响力都相对有限。在电影发行的六个月前，艾布拉姆斯携带着25分钟的胶片在罗马、科隆、马德里、巴黎、伦敦、纽约和洛杉矶进行了巡演。他提到，开展如此大范围的宣传活动似乎太为时过早了，但由于公映延期的缘故，他这次可比平常时候展示出更多的已完成情景。尽管艾布拉姆斯喜欢不动声色地去宣传他的作品，但派拉蒙同时却更希望借此来一雪《星际旅行》的前耻。因此，艾布拉姆斯向媒体夸大了他小时候对其他节目的喜爱，表达出“我并不是一名《星际旅行》的爱好者”，而“这部电影［也］没有专为《星际旅行》爱好者制作的必要”的类似说法。奥利奇将艾布拉姆斯的行为比作是《下一代》的事关荣誉中，威廉·赖克被派驻克林贡舰船后的行为：“在那艘船上，如果有人背对着你说话，你就必须打倒他，否则你就会失去自己船员的尊重，这是［克林贡人的］规矩，但如果你在联邦星舰上这么做的话，就会被视为犯罪。因此，我们为JJ留了那么一点余地，当他面对的是那些对星旅一无所知的‘银河系’时，他可以说出这些应该说的话来为我们赢得更多的观众。”
电影的推广伙伴包括诺基亚、威瑞森无线、Esurance、凯洛格、汉堡王以及英特尔；同时，还包括众多生产销售家居装饰、服饰、珠宝、礼物乃至“泰比里厄斯”（Tiberius）、“庞发”（Pon Farr）和“红衣”（Red Shirt）味香水的公司。在2000年之前拥有《星际旅行》玩具销售协议的彩星集团，再次获得了新电影的商品销售权。第一波销售在2009年的3至4月份展开，第二波则在9月份。彩星希望将玩具的生产线开至2010年。首波玩具包括3.75英寸、6英寸与12英寸的动作玩偶，进取号的模型，道具玩具以及玩具组。要搭造完整的舰桥，玩家需购买足够多的3.75英寸玩偶，椅子和控制台都会随玩偶附带，可以用这些物品组成带有柯克座椅、主控制台以及大屏幕的舰桥模型。复刻大师（Master Replicas）、美泰、孩之宝以及Fundex Games则会销售相关的游戏产品来宣传电影：包括大富翁、UNO、Scrabble、魔术8球、风火轮车模、Tyco R/C赛车、20Q读心机、Scene It?问答以及芭比娃娃。有一部分游戏产品是基于老版《星际旅行》制作的。此外，CBS还创作了一系列基于《星际旅行》的漫画，并将之命名为“Quogs”。

### 票房
電影於2009年5月7日晚上7時在美國正式上映，公映當天便獲得400万美元的票房。在該周末，電影於美國本土票房收入累積到了79,204,289美元，其他國家的票房則共计3,550万美元。无论是否计算通脹因素，其票房都已击败了《星艦奇航記VIII：戰鬥巡航》，创下了《星空奇遇記》電影美国公映日最高票房的纪录。此外，电影还在IMAX剧院赚取了850万美元，打破了《蝙蝠俠：黑夜之神》630万美元的紀錄。這齣電影是所有的星旅电影中本土總收入最高的一集，超越了其前辈《星际旅行IV：抢救未来》（總收入為109,713,132美元，未考虑通货膨胀因素）、《星际旅行：无限太空》（考虑通货膨胀因素）。其上映首周末的收入约相当于《终极先锋》、《未来之城》、《星空反攻》及《星戰啟示錄》四部电影首映周末的總收入。截至2009年8月23日，電影的本土票房收入為256,374,154美元，是2009年（迄今为止）美国票房收入第五高的電影。电影在美國國外的总收入为126,385,382美元，全球总收入共382,759,536美元，低于《博物馆奇妙夜2》而位列第八。尽管与其他电影相比，该片的美国国外票房只占到总票房收入的33%强，但派拉蒙依然对该片的国际发行感到满意，因为《星际旅行》系列从未在国外有过如此大的吸引力。

### 反响
截至2009年6月22日，这部电影在烂番茄网站上保持了95%的满意度，其中263篇评论中共有249篇给出了正面的评价，正面评价率达到了8.1/10，超过了这一系列此前的任何一部电影。在评论收集网站Metacritic上，《星际迷航》保持了83分的成绩，位列2009年迄今发行电影的并列第五名。
《波士顿环球报》的泰·伯尔（Ty Burr）给此部电影评分4/4星，认为这部电影“令人极度满足”，并称其为“迄今最为出色的前传”。《娱乐周刊》的欧文·格莱伯曼（Owen Gleiberman）则给出了A-的评论，其中提到：“但《星际迷航》却是一个特例，这是那部异常长寿的科幻经典的一出巧妙而又不失感染力的外传，导演J·J·艾布拉姆斯精心构思了这一起源故事，避开了导致前作衰落的所有征兆”，并说到：“［……］拥有这样的船员，你何尝不能去拥抱未来。”《完全电影》的奥布里·戴（Aubrey Day）为此部电影评分4/5星，她说：“轻快、健实以及对美好未来的许诺，这是几十年来最清爽的星旅作品。”《SFX》杂志的伊恩·贝里曼（Ian Berriman）给出了5/5的分数，对该系列的艾布拉姆斯版本大加赞誉，说到：“这个夏天，随着艾布拉姆斯迅猛的史诗作品让所有反对者绞尽脑汁后，在后花园和公园中将响起小男孩们模仿相位枪开火的声音，他们正在玩柯克和斯波克的游戏呢。”《帝国》杂志的科林·肯尼迪（Colin Kennedy）给出了4/5星的分数，评论说：“在整部系列中，进取号第一次踏上了真正激动人心的旅程”；然而，文中亦提到：“和它生机勃勃的年轻演员一样，这部星旅电影不乏动作、情感、性感与活力，但却缺乏理智。”
黑暗地平线网站的对制片人们面临的任务发表了意见，说到：“艾布拉姆斯和他的团队是如何让这一系列乃至‘太空歌剧’流派迅速重振并更苏的？要把这点解释清楚，绝不是三言两语能办到的。”《好莱坞报道》的雷·贝内特（Ray Bennett）说到：“J·J·艾布拉姆斯让进取号星舰拥有了一切，乃至绰绰有余了……进入曲速时的壮观画面被表现得淋漓尽致，它的演员是如此专业，所有相似的角色即刻便能被区分开来，这部电影为派拉蒙电影公司延续了这一系列的生命。”《每日邮报》的克里斯·图基（Chris Tookey）给电影打出了5/5星的成绩，并评论说：“其结果是，这部电影不仅成为了11部《星际旅行》电影中最上乘之作，它还必将进入历史上最出众的前传之列。”《卫报》评说到：“有了阳光的年轻演员以及轻松愉快的气氛，这出《星际旅行》的外传有几分像太空中的《90210》，但在克里斯·派恩饰演的柯克舰长下，这一系列总算找到了块纯金打造的明星。”《世界新闻报》的罗比·科林（Robbie Collin）给出了5/5星的成绩，并说它是“最出色的科幻作品。”《纽约时报》的曼诺拉·达吉斯（Manohla Dargis）称此电影是“从最新设想的往昔吹来的一阵清新、明快的风”，且是“电视节目拥有称谓神话创作者能力的明证。”《暂停》周刊悉尼版（Time Out Sydney）的格雷戈里·穆尔（Gregory Moore）给出了5/6星，并总结说：“它不只是一部伟大的《星际旅行》电影：它还为伟大的电影画上了句点。”《页岩》杂志的达娜·史蒂文斯（Dana Stevens）对电影给出了正面的评价：“［……］《星际旅行》既不是系列也不是财产，它是一个世界。艾布拉姆斯精心构建的前传表现了这一世界的（大部分）规则，而更重要的是，它保留了初代《星际旅行》的乐观、好奇和幽默的精神。”《滚石》杂志给出了3.5/4星的成绩，提到：“同《星际迷航》一起，夏日已正式进入了曲速状态，这一出向经典1960年代电视剧致敬的令人兴奋的电影，依然在勇敢地航向前人——包括威廉·夏特纳和伦纳德·尼莫伊在内——所未至的领域。［……］这是一份不可拒绝的快乐请柬，你还能对夏日的电影有什么苛求？”《时代》杂志的玛丽·波尔斯（Mary Pols）说到：“这是一部真正的家庭片，暴力成分相对较少，好笑亦不过度粗鲁；甚至还有不少感人的时刻。”
《洛杉矶时报》的评论员肯尼思·图兰（Kenneth Turan）说到：“［……］我很乐意地报告说，尽管这不是一部完美的电影，但重塑《星际旅行》的成功已足以让每一个人长舒一口气了。尽管这部电影看上去像是摄入了过多的咖啡因，尽管它还有一些不合理，但这部《星际迷航》已经迅速、有意地在新舊影迷間的鸿沟上架出了一座桥梁。”《视听俱乐部》的基思·菲普斯（Keith Phipps）给出了B+的分数，并从整个系列的角度对电影的特效进行了评价：“那些历史悠久的《星际旅行》电视剧并没有多少存货够得上新电影拿出来重用、破坏、现代化或者挨轰。”
还有一些影评人给出了较少的正面评价，其中包括罗杰·埃伯特，他只给了2.5/4星的分数，说到：“在吉恩·罗登伯里的时代，节目的故事都是带有科学问题、理想或哲学价值的；而现在却被缩减成了吵闹见血的动作片。”不过，他依然抱有希望地说到：“也许下一部电影会让这些角色面临更复杂更曲折的挑战。”IGN英国的奥兰多·帕菲特（Orlando Parfitt）给出了3.5/5分，提到：“作为一部动作片，它并不成功，或者毫无意义”，他说他困惑于尼禄的目的，并且难于理解“迷宫般”（labyrinthine）的剧情。这名评论员还提到，他“从未有过似乎柯克或斯波克真正遇到危险的那种感觉。”《赫芬顿邮报》的斯科特·门德尔松（Scott Mendelson）给电影评分2.5/4，说到：“这是部给那些从未看过电视剧或电影的人们看的《星际旅行》，角色的刻画并不精细，而对哲理的解释也太过直白。”

## 家庭影院
《星际迷航》的DVD和蓝光影碟将在2009年11月17日在北美發行，并于11月16日在英国發行。片方将发行三个版本：单碟与双碟的标准DVD版，以及三碟的蓝光版本。

## 续集
电影的主要演员们均已签约出演后两部续集。罗伯托·奥利奇、亚历克斯·库兹曼与戴蒙·林德洛夫于2009年3月就开始撰写续集的剧本，有望在2009年12月时完成剧本，并在制片完成后于2011年中期上映。J·J·艾布拉姆斯与布赖恩·伯克将参与制片，但艾布拉姆斯尚未再次签约出任导演。当谈到在《星际旅行》中确立的另一个现实时，艾布拉姆斯说到，不接受威廉·夏特纳复演詹姆斯·T·柯克或重塑可汗·努尼恩·辛格的观念是“愚蠢的”。“现在我们有着一条独立的时间线，可以使用过去的任何元素——或者通过创造崭新的内容——来创作可能的故事情节”，他这样说到。奥利奇和库兹曼解释了续集的二难选择：是在续集中让船员们再与另一名反面角色战斗，还是让其具有“探索型的科幻情节，让未知事物与大自然本身由于某种原因而成为敌手”。对于重塑可汗的想法，奥利奇反问说：“为甚么要这么选择？”